# Forsvarschef
Forsvarschefen er fælles chef for alle værn i respektive lande.